# Kim Thayil
Kim Thayil, född 4 september 1960 i Seattle, Washington, är en amerikansk musiker. Kim Thayil är mest känd som gitarrist i grungebandet Soundgarden, som han grundade tillsammans med Chris Cornell och Hiro Yamamoto 1984.
Kim Thayils föräldrar kommer från den indiska delstaten Kerala. Själv är han född i Seattle och uppvuxen i Park Forest, en förort till Chicago. Han träffade Yamamoto på Rich East High School i Park Forest och efter att ha tagit studenten flyttade de till Washington, där Kim Thayil började studera vid University of Washington.
1984 bildade de, tillsammans med Chris Cornell, Soundgarden, som kom att bli det första grungeband från Seattle att skriva kontrakt med ett av de stora skivbolagen, A&M Records. Fram till bandets upplösning 1997 hann deras skivor sälja platinum tre gånger och vinna två Grammys. Efter att Soundgarden återförenades i början av 2010 spelar Thayil med bandet igen.
Efter upplösningen av Soundgarden var Kim Thayil gitarrist för Pigeonhead, Presidents of the United States of America, Dave Grohls sidoprojekt PROBOT samt Jello Biafra och Krist Novoselics No WTO Combo.

## Diskografi

### Med Soundgarden
- Se också Soundgardens diskografi

Studioalbum
- 1988 – Ultramega OK
- 1989 – Louder Than Love
- 1991 – Badmotorfinger
- 1994 – Superunknown
- 1996 – Down on the Upside
- 2012 – King Animal

EP
- 1987 – Screaming Life
- 1988 – Fopp
- 1989 – Flower
- 1990 – Loudest Love
- 1992 – Satanoscillatemymetallicsonatas
- 1995 – Songs from the Superunknown
- 2011 – Before the Doors: Live on I-5 Soundcheck
- 2013 – King Animal Demos

Livealbum
- 2011 – Live on I-5

### Album med No WTO Combo
- 2000 – Live from the Battle in Seattle

### Album med Probot
- 2004 – Probot

### Album med Sunn O))) and Boris
- 2006 – Altar